# Lobophyllia serratus
Lobophyllia serratus är en korallart som beskrevs av Veron 2002. Lobophyllia serratus ingår i släktet Lobophyllia och familjen Mussidae. IUCN kategoriserar arten globalt som starkt hotad. Inga underarter finns listade i Catalogue of Life.